# اوم دو هیون
اوم دو هیون (کره‌ای: 엄도현؛ زادهٔ ۲۶ فوریهٔ ۲۰۰۳) ژیمناست هنری اهل کره جنوبی است.